# Bengt Oxenstierna (präst)
Bengt Gabriel Oxenstierna, född den 25 januari 1866 i Stockholm, död den 25 juni 1935 i Enköping, var en svensk greve (av ättegrenen till Korsholm och Vasa) och religiös författare. Han var son till Axel Ture Gabriel Oxenstierna och far till Gunnar Oxenstierna.
Oxenstierna blev juris kandidat vid Uppsala universitet 1890, vice häradshövding 1894 och amanuens i Finansdepartementet 1894. Han var 1904–1907 kanslisekreterare där och ägnade sig därefter åt advokatverksamhet i huvudstaden 1907–1917. Oxenstierna deltog under många år aktivt i frivilligt religiöst och social-filantropiskt arbete och uppträdde därjämte ofta som kyrklig lekmannapredikant. Han författade bland annat Apostolicum (1920), Schartauaner och schartauanism (1922, i samlingsverket "Hågkomster och livsintryck"), Skall Västerlandet gå under? (1924), en mot Oswald Spenglers teorier riktad kritik, samt predikosamlingarna Gammalt vin i nya läglar (samma år) och I lära hos Jesus (1930). Prästvigd 1925 efter dispens från teologiska examina ägnade sig Oxenstierna därefter odelat åt kyrkans tjänst. Han blev ständig adjunkt i Staffans församling i Gävle 1926 samt tillförordnad kyrkoherde i Teda och vice pastor i Enköpings-Näs församling 1929.